# Mosteiro da Grande Laura

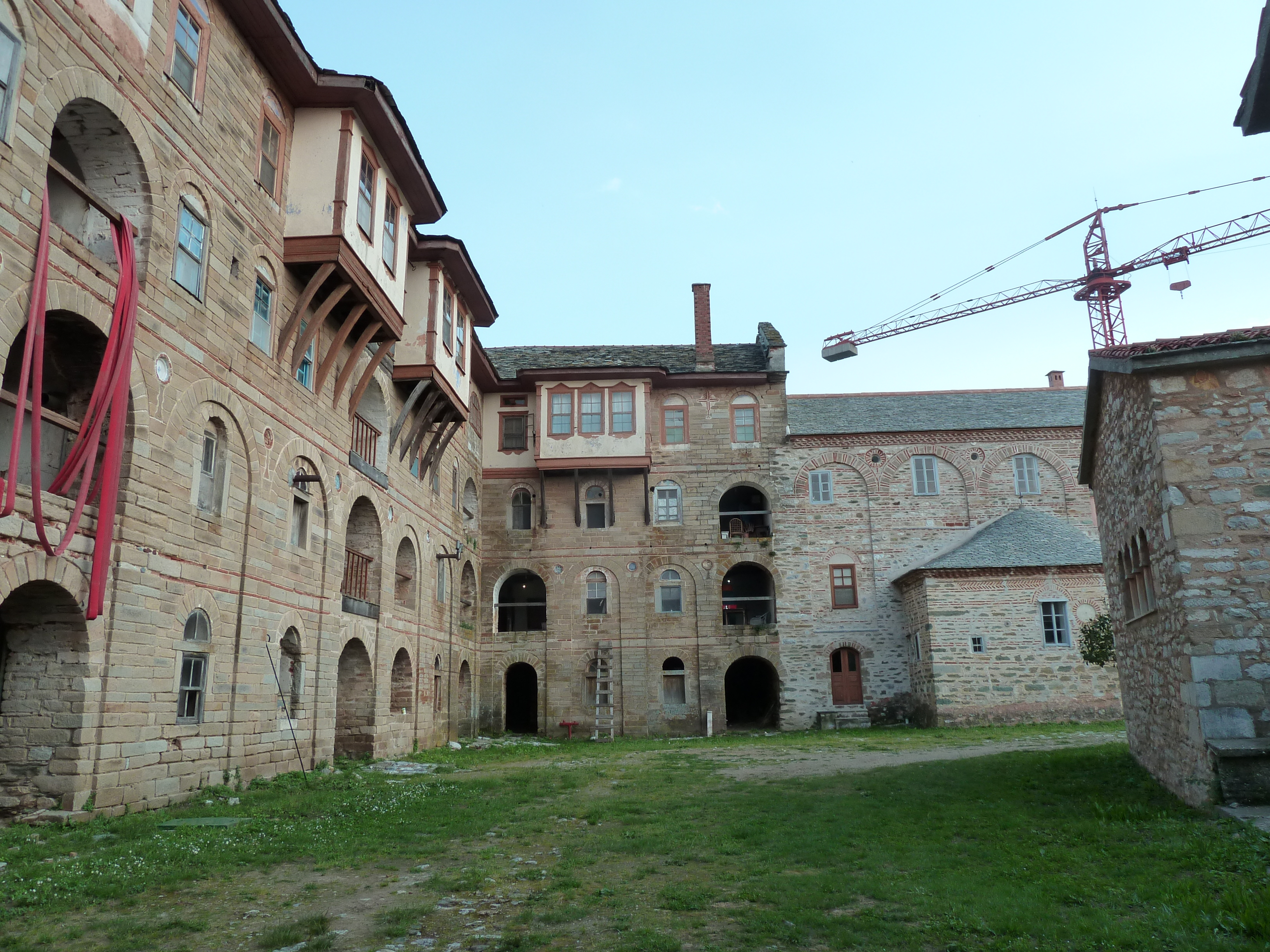
Edifícios da Grande Laura

O Mosteiro da Grande Laura (em grego:  Μονή Μεγίστης Λαύρας) foi o primeiro mosteiro construído em Monte Atos. Está localizado no sopé sudeste do Monte, a 160 metros acima do nível do mar. A fundação do mosteiro em 963 por Atanásio, o Atonita, marca o início da vida monástica organizada na região. No local onde foi construído o mosteiro estava uma das antigas cidades da península de Atos, provavelmente "Akrothooi", de onde se originam os sarcófagos que ainda hoje estão no celeiro de óleo do mosteiro. A história da Grande Laura é a mais completa quando comparada com os outros mosteiros da região, cujos artigos se perderam, parcial ou totalmente.

## Fundação
O fundador da Grande Laura, Atanásio, começou a construção dos edifícios em 963, seguindo os desejos do testamento de seu amigo - e imperador bizantino - Nicéforo II Focas, que financiou o projeto. Nicéforo prometeu a Atanásio que seria monge na Grande Laura, mas as circunstâncias (e sua morte) impediram que ele cumprisse sua promessa. Porém, uma concessão imperial permanente, que foi dobrada por João I Tzimisces, permitiu que os edifícios fossem interligados. Os imperadores bizantinos também doaram à Grande Laura muitas terras, incluindo a ilha de Santo Eustrácio e o Mosteiro de Santo André, em Tessalônica. Todos estes fatores ajudaram a elevar o número de monges de 80 para 120.

## História

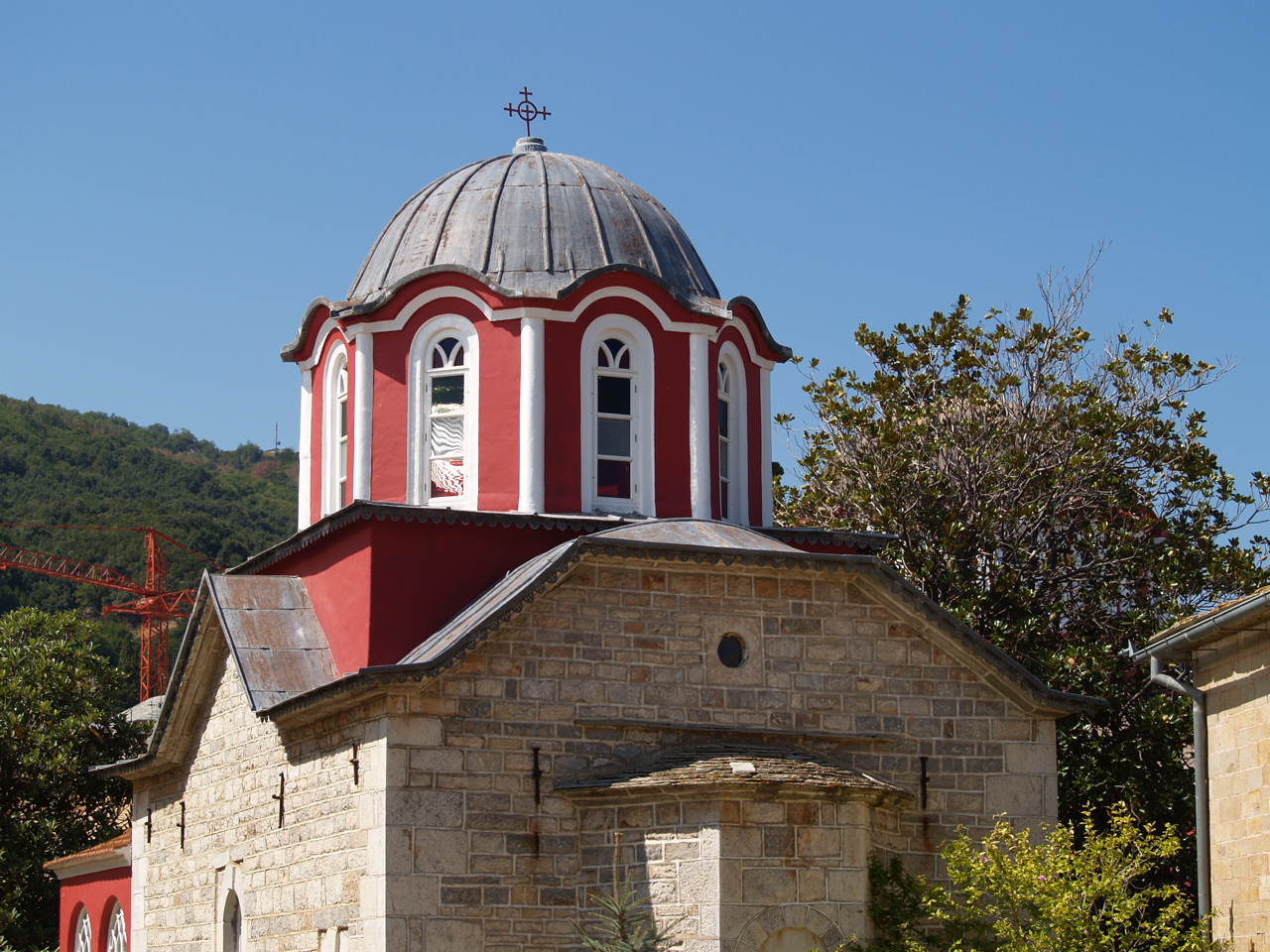
Igreja da Grande Laura

A construção do mosteiro, segundo a biografia de Santo Atanásio (século XI) começou com a muralha de proteção e continuou com a igreja e as celas. Depois da morte do fundador, o mosteiro continuou a operar normalmente. Os imperadores bizantinos agraciaram o mosteiro e, no século XI, havia mais de 700 monges ali, com várias casas menores subordinadas. No século XIV, o mosteiro, assim como todos em Monte Atos, sofreu nas mãos dos catalães e outros piratas. O resultado da crise foi a formação de uma forma peculiar de monasticismo, o "caminho idiorrítmico", apesar das objeções da Igreja e dos imperadores. Em 1574, o patriarca grego ortodoxo de Alexandria, Silvestre, ofereceu ajuda e o mosteiro passou a operar novamente sob monges cenobitas, mas logo o monasticismo peculiar da região foi reintroduzido. Em 1655, o patriarca Dionísio III, que se tornou monge, doou sua fortuna pessoal para tentar o retorno da vida cenobita, mas, novamente, as tentativas foram infrutíferas e o caminho idiorrítmico se manteve até o século XX (1914), quando novas tentativas de reintroduzir o cenobitismo se reavivaram, sem sucesso. Contudo, desde 1980, a vida no mosteiro tem sido cenobita.

## Edificações
A igreja principal ("Katholikon") foi fundada por Atanásio, que perdeu a vida com seis outros trabalhadores quando uma das cúpulas ruiu durante a construção. O estilo arquitetônico do templo é caracterizado pelas duas grandes áreas do coro e de oração. Este estilo foi, a partir da Grande Laura, consagrado e copiado em diversos outros mosteiros. O interior da igreja está repleto de afrescos do pintor Teófanes e seus alunos, com exceção do nártex, que foi pintado em 1854.
A norte do nártex (liti), há uma capela dedicada aos Quarenta mártires de Sebaste na qual está o túmulo de Atanásio. Para o sul do liti, há uma capela de São Nicolau, pintada por Franco Cantallano em 1560. O trapeza do lado oposto à entrada central tem a forma de uma cruz e é o maior em Monte Atos.

## Tesouros artísticos
A biblioteca do mosteiro está localizada atrás da igreja principal e contém 2 116 manuscritos gregos e 165 códices. Entre os manuscritos unciais do Novo Testamento estão o Codex Coislinianus, o Codex Athous Lavrensis, o Uncial 049, o Uncial 0167 e os minúsculos 1073, 1505, 2524 e 1519. Estão ali também mais de 20 000 livros impressos e cerca de 100 manuscritos em línguas estrangeiras. A coleção é uma das mais ricas em manuscritos gregos do mundo.
A sacristia está também localizada atrás da igreja principal e abriga alguns dos artefatos mais importantes, incluindo um Evangelho com capa dourada doado por Nicéforo II e a lista de monges desde Atanásio. O mosteiro abriga ainda aproximadamente 2 500 ícones que cobrem toda a história da hagiografia do segundo milênio.